# 詹姆斯·H·约翰逊
詹姆斯·H·约翰逊（英語：James H. Johnson，1874年—1921年11月15日），英国男子花样滑冰运动员。他曾代表英国参加1908年夏季奥林匹克运动会花样滑冰比赛，联同菲莉丝·约翰逊获得一枚银牌。